# 约翰内斯·霍夫曼
约翰内斯·霍夫曼（Johannes Hoffmann，1867年7月3日—1930年12月15日），德国政治人物，德国社会民主党人。1919年3月至1920年3月，担任巴伐利亚州州长。

## 生平
约翰内斯·霍夫曼生于莱茵兰-普法尔茨州兰道附近伊尔贝斯海姆。1887年至1908年，在凯撒斯劳滕担任教师。1912年至1919年，担任凯撒斯劳滕市第二市长。1912年，担任德意志帝国议会议员。1918年德国十一月革命后，在库尔特·艾斯纳政府中担任教育部长。艾斯纳遇刺后，于1919年3月17日继任巴伐利亚自由州州长。
1919年4月，霍夫曼政府被巴伐利亚苏维埃共和国逐出慕尼黑，迁至班贝克。1919年5月，巴伐利亚苏维埃共和国被镇压，霍夫曼政府重返慕尼黑。1920年3月16日，霍夫曼被迫下野。